# ヤンパ川

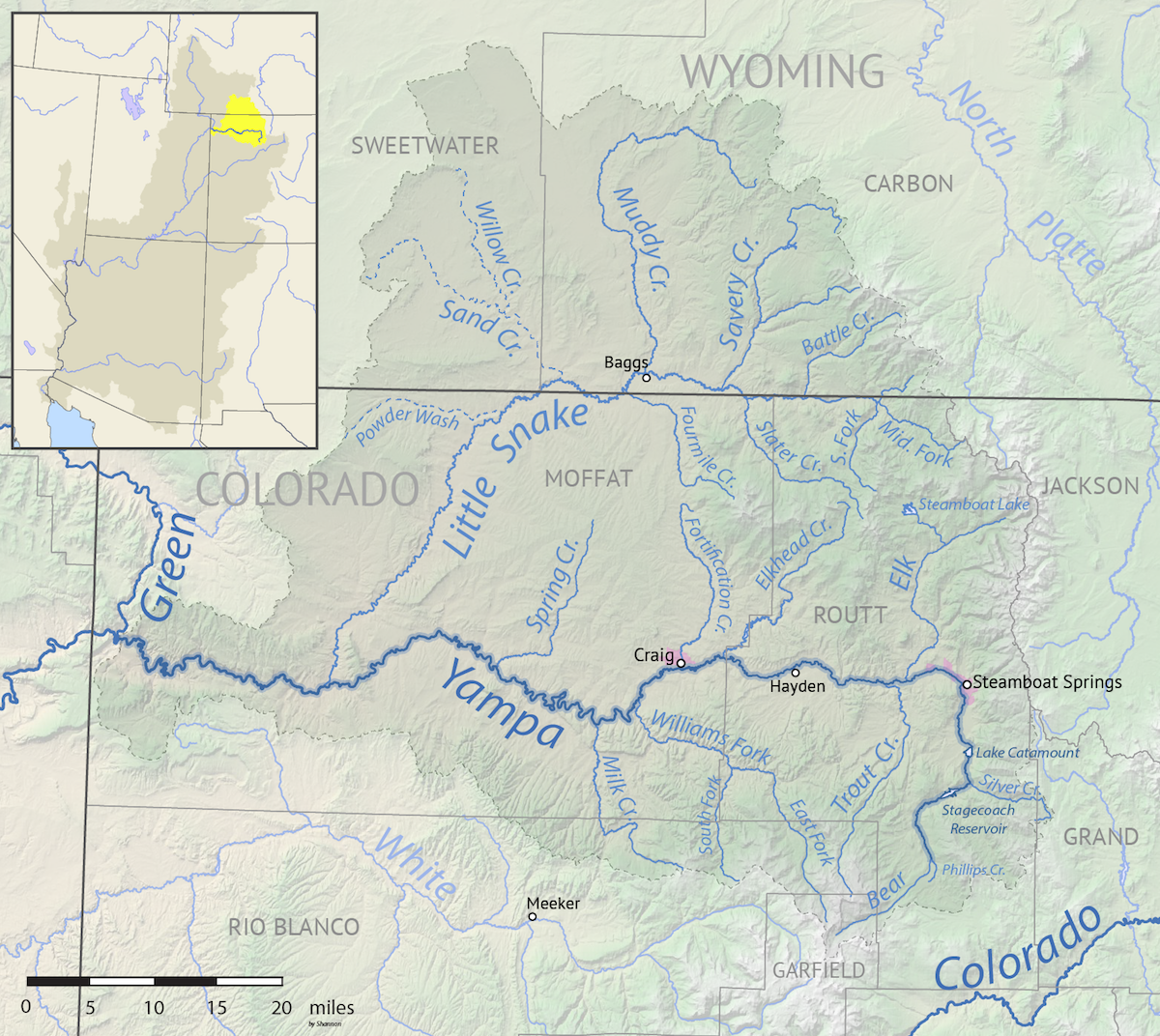
ヤンパ川流域図

ヤンパ川 (ヤンパがわ、Yampa River) はアメリカ合衆国のコロラド州北西部を流れる川。グリーン川の支流。
長さ250マイル（402km）、流域面積7,660平方マイル（19,839km2）。
川の名前はセリ科Perideridia属植物をさす先住民の単語から来ている。

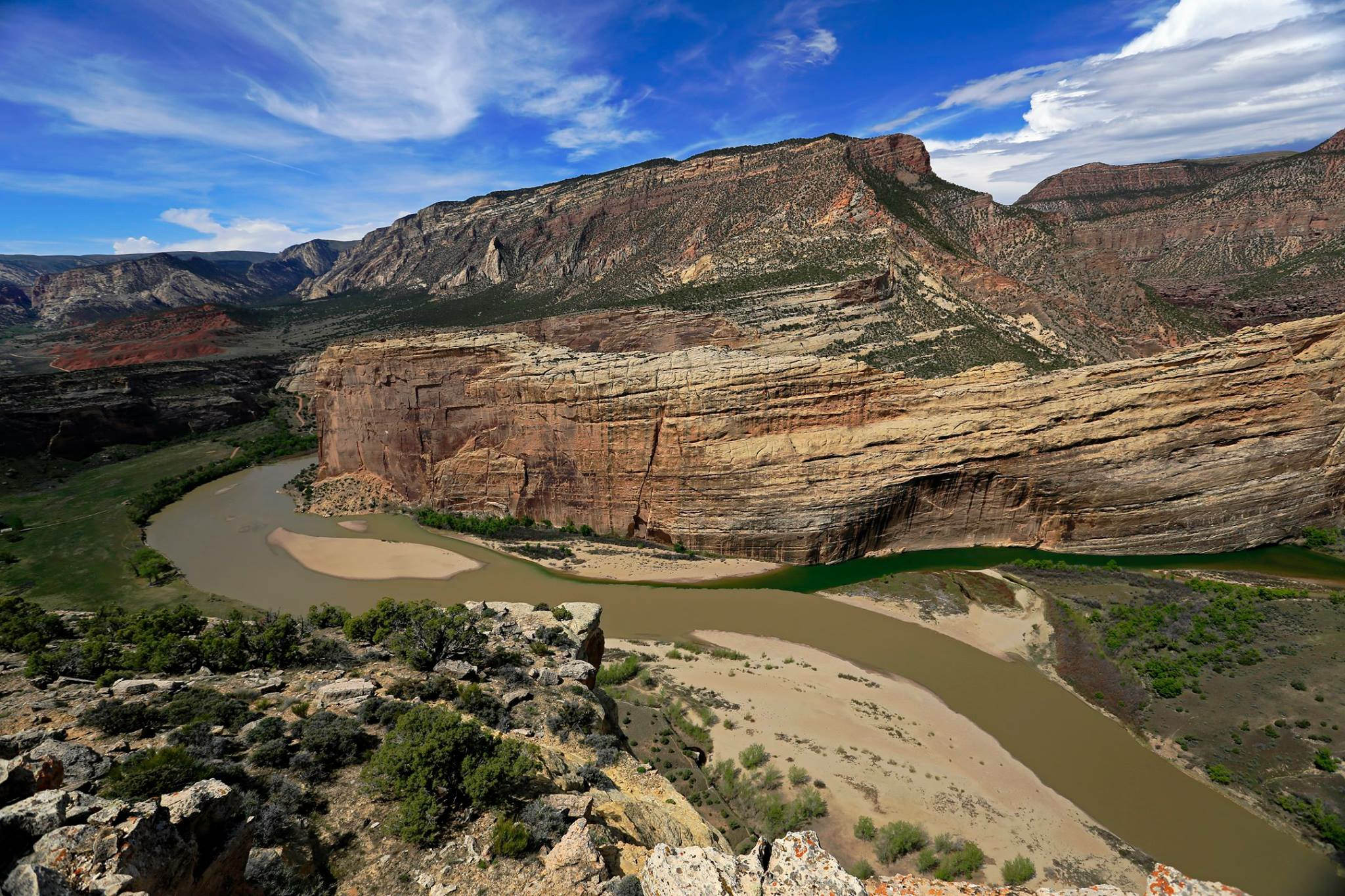
グリーン川との合流地点

ヤンパ川の始まりはコロラド州ラウト郡のパーク山脈、ヤンパ付近のベア川とフィリップス・クリークの合流地点である。そこからヤンパ川はスティームボートスプリングズまで北へと流れ、途中にはステージコーチ湖、キャタマウント湖がある。スティームボートスプリングズからは西へと流れ、北から流れてくるエルク川をあわせミルナー、ヘイデンを通る。モファット郡へ入るとクレイグを通りウィリアムズ・クリークが合流する。クロスマウンテンキャニオンを抜けると最大の支流リトルスネーク川が合流する。ヤンパ川はコロラド州とユタ州の境界から5マイル（8km）ほど、ダイノソー国定記念物内でグリーン川に合流する。
ヤンパ川流域はコロラド州北西部とワイオミング州南部に広がっている。北はグレートディバイド盆地と呼ばれる水の流出先のない地域となっており、東はパーク山脈を挟んでミシシッピ川水系のノースプラット川の流域であり、南は同じグリーン川支流のホワイト川流域と接している。
1960年代にエコーパークダムの建設によりグリーン川とヤンパ川の峡谷は水没予定であったが、反対にあいダムは建造されることはなかった。現在、コロラド川水系の主要な川でヤンパ川は唯一大規模なダムのない川となっている。